# Kalajärvi (sjö i Finland, Norra Karelen)
Kalajärvi är en sjö i Finland. Den ligger i kommunen Valtimo i landskapet Norra Karelen, i den centrala delen av landet, 400 km nordost om huvudstaden Helsingfors. Kalajärvi ligger 206 meter över havet. I omgivningarna runt Kalajärvi växer i huvudsak blandskog. Den är 8,5 meter djup. Arean är 38,7 hektar och strandlinjen är 4,79 kilometer lång. Sjön  ingår i Vuoksens huvudavrinningsområde. 